# Antonietta De Pace
Antonietta De Pace (Gallipoli, 2 febbraio 1818 – Capodimonte, 4 aprile 1893) è stata una patriota, educatrice e infermiera militare italiana.

## Biografia

### I primi anni
Antonietta nacque a Gallipoli il 2 febbraio 1818, figlia del ricco banchiere napoletano Gregorio De Pace e di Luisa Rocci Cerasoli, nobildonna d'origine spagnola, appartenente a una famiglia di tendenze antiborboniche: due suoi fratelli avevano preso parte alla Repubblica Napoletana del 1799. Prima di lei avevano visto la luce Chiara, Carlotta e Rosa.
Da piccola fu avviata dal padre allo studio dell'economia e della finanza, dato che Gregorio, uomo di larghe vedute e alieno dai pregiudizi della società in cui viveva (secondo cui le donne dovevano dedicarsi solo alla cura dei figli e non avevano diritto all'istruzione), voleva che qualcuno portasse avanti un giorno l'impresa familiare.
Quando aveva otto anni, però, il padre venne assassinato in circostanze misteriose, probabilmente avvelenato da un servitore, e Antonietta fu messa assieme alle sorelle nel convento delle clarisse di Gallipoli.
Chiara sposò poi lo zio Stanislao, Carlotta fu uccisa dalla tisi e Antonietta venne accolta nella casa del liberale mazziniano Epaminonda Valentino, figlio della nobile Cristina Chiarizia, anch'essa ricordata, insieme alla sorella Carmela, da Benedetto Croce come "Madre della Patria", e marito di Rosa De Pace. La nutrita biblioteca di casa Valentino consentì alla fanciulla di completare la propria formazione, mentre la fervente attività del cognato, figura centrale della cospirazione clandestina nel leccese, si rivelò uno stimolo decisivo per orientarla definitivamente verso la lotta risorgimentale.

### La lotta per l'unità nazionale
La De Pace era già rimasta molto scossa quando aveva visitato le campagne salentine, ravvisando l'estrema povertà in cui vivevano i contadini e avvertendo la necessità di combattere un regime, quello borbonico, rimasto ancorato a sistemi semi-feudali e profondamente corrotto. Così, quando Antonietta conobbe il movimento del Valentino, aderì alla Giovine Italia, riuscendo con la propria determinazione a godere di stima e considerazione, dopo le iniziali resistenze dei più, dovute al suo essere donna. Quando Valentino non era in Puglia, prendeva in mano le redini del gruppo. Molti anni dopo, il futuro marito Beniamino Marciano diede questo ritratto della moglie: «Svelta, intelligente, ardita e prudente insieme, dimenticò il mondo femminile, e tutta l'anima versò nel proposito di concorrere a liberare la patria dalla servitù».
Nel 1848 De Pace si travestì da uomo durante le barricate napoletane di via Toledo. Intanto Valentino fu arrestato a seguito della repressione di Ferdinando II e le condizioni severissime cui venne sottoposto nel carcere dell'Udienza, a Lecce, lo portarono alla morte. Operando con lo pseudonimo di Emilia Sforza Loredano, De Pace diventò l'anello di congiunzione tra i comitati di Lecce, Ostuni, Brindisi e Taranto.
Dovendo prendersi cura della sorella Rosa, rimasta vedova con due figli, si trasferì con lei a Napoli, nell'intento di partecipare più da vicino alla lotta per l'unità nazionale. Nella città partenopea diventò amica di alcune donne che, come i loro mariti o nipoti, aderivano al movimento mazziniano. De Pace strinse quindi legami con Antonietta Poerio, zia di Carlo e Alessandro, con la consorte di Luigi Settembrini Raffaella Fucitano, con Alina Perret, moglie di Filippo Agresti, e con molte altre.

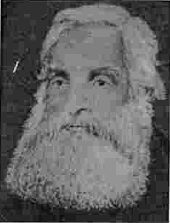
Nicola Mignogna

Attivissima, fondò assieme a loro un circolo nel 1849 che ebbe sede in casa della Poerio, a San Nicola a Nilo. Il circolo intratteneva rapporti con quello genovese e col passare del tempo acquisì un ruolo sempre più incisivo, riuscendo tra l'altro a far pervenire ai detenuti politici informazioni sull'andamento degli eventi, oltre a viveri e biancheria.
Antonietta entrò poi in contatto con l'avvocato tarantino Nicola Mignogna, guida della Setta carbonara partenopea, e collaborò ad associazioni patriottiche meridionali quali l'Unità d'Italia (1848), la stessa Setta carbonara (1851) e il Comitato segreto napoletano (1855).
Personaggio ormai chiave della Carboneria, si ingegnò a trovare qualsiasi escamotage potesse essere utile alla causa. Divenuta amica di Luigi Sacco, un cameriere che viaggiava sulle navi dirette a Genova, lo usò come tramite per ottenere e insieme trasmettere informazioni, che in questo modo giungevano poi, grazie ad altri contatti, fino a Londra, dove si trovava Mazzini.
Temendo per l'incolumità della sorella, decise di entrare nel convento di san Paolo a Napoli, facendosi accettare come corista. Da lì mandava all'esterno le proprie direttive e riuscì in questo modo a guidare a distanza il movimento leccese. Si recava inoltre a trovare i detenuti di Procida, riuscendo a incontrarli spacciandosi per la moglie dell'uno o una parente dell'altro.
Nel 1854 ottenne la licenza dal convento e decise di accettare l'ospitalità della sorella di Epaminonda Valentino, Caterina, che la sostenne spesso anche dal punto di vista finanziario. Il 26 agosto fu coinvolta negli arresti della polizia borbonica che colpirono anche Mignogna.
Tradotta al commissariato di Mercato, fu rinchiusa per 15 giorni in una cella talmente piccola da renderle impossibile il riposo, quotidianamente visitata dal commissario che tentava di carpirle inutilmente le informazioni necessarie. Si decise allora di trasferirla presso il penitenziario femminile di Santa Maria ad Agnone, dove restò per tutta la durata di un processo che in 18 mesi la fece convenire a Castel Capuano 46 volte.
Per quanto «l'opinione pubblica a cento segni dichiarava il processo un'infamia», Antonietta rischiò la condanna a morte, ma fu infine liberata perché a nulla erano valsi gli innumerevoli interrogatori e nulla avevano dimostrato. Liberata, fu messa sotto la custodia del barone Gennaro Rossi, suo parente, e tenuta sotto controllo dalla polizia. Gravemente provata nel corpo e nell'anima, vide molti compagni arrendersi e abbandonare la lotta, ma continuò a impegnarsi per l'unità della patria.
Nel 1858 venne ad abitare nel palazzo della De Pace un giovane mazziniano strianese che aveva da poco abbandonato l'abito sacerdotale. Beniamino Marciano, più giovane di tredici anni, cominciò con lei una intensa collaborazione, tanto da diventare in breve tempo segretario del comitato femminile.

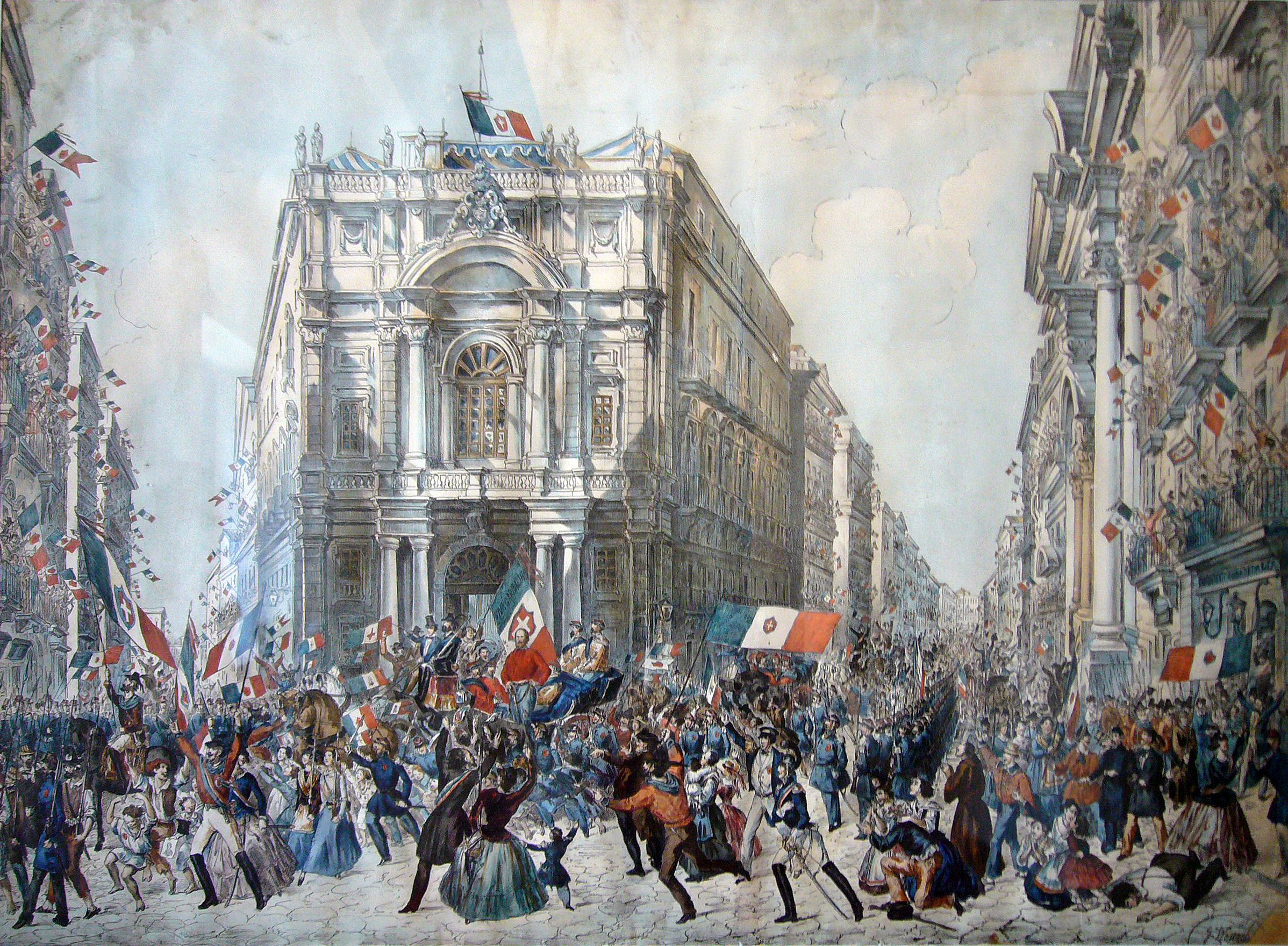
F. Wenzel, L'ingresso di Garibaldi a Napoli il 7 settembre 1860

L'anno successivo la donna si impegnò per permettere ai volontari napoletani di imbarcarsi per Genova, dal momento che la battaglia per l'Italia unita era entrata nel vivo. Dopo la morte di Ferdinando II, avvenuta nel maggio 1859, la De Pace fu protagonista di una manifestazione nel centro di Napoli, animata dalle donne al grido di «Viva l'Italia, viva la Francia, fuori lo straniero!», rischiando un nuovo arresto.
L'11 maggio 1860 Garibaldi sbarcò a Marsala: bisognava predisporre l'insurrezione del Sud. De Pace, dopo aver gestito l'operazione di soccorso dei feriti assieme a Filippo Agresti, lasciò Napoli con una promessa: vi sarebbe rientrata in compagnia del generale dei Mille. Si spostò quindi a Salerno, dove raccolse uomini e fucili; il 7 settembre Garibaldi entrò trionfalmente a Napoli con ventotto ufficiali e due donne, Emma Ferretti e Antonietta De Pace.
Affidatale la gestione dei feriti all'ospedale del Gesù, dette l'ennesima prova di generosità, ma questa volta il fisico cedette e, preda di una febbre violenta, fu costretta a una convalescenza di un mese, mentre il 26 ottobre riceveva con decreto regio 12 ducati di pensione mensili, in seguito aumentati a 25 in virtù dell'intercessione di Garibaldi.
Da qualche anno la De Pace era legata sentimentalmente al colonnello Luigi Fabrizi. Rimasto ferito in combattimento, lo accudì per vari mesi, finché nel febbraio 1861 Fabrizi lasciò Napoli e la donna cominciò ad intrattenere un rapporto sempre più stretto con Beniamino Marciano.

### Dopo l'Unità d'Italia
Il 17 marzo 1861 ci fu l'Unità d'Italia. De Pace, però, era ben conscia del fatto che molto restava da fare: in primo luogo lottare affinché tutti, e le donne in particolare, avessero diritto all'istruzione e potessero avere, come era stato per lei, la possibilità di studiare. Poi, ottenere un maggiore riconoscimento politico per personalità trascurate quali Nicola Ferretti e Vincenzo Vetrò. C'era infine un altro sogno da realizzare: portare la capitale a Roma.
A quest'ultimo obiettivo si dedicò ancora una volta con tutte le sue forze, dopo aver avuto l'onore di partecipare a Torino ai funerali di Cavour, orgogliosamente assisa nella tribuna pubblica del Parlamento, per volontà di Carlo Poerio, suo sincero ammiratore.
Istituito un nuovo comitato femminile, di cui fecero parte Alina Perret, Luisa Papa e Teodora Muller, raccolse il denaro necessario e l'appoggio di Garibaldi, ma i tempi non erano maturi, e dieci anni sarebbero stati necessari per raggiungere l'obiettivo.

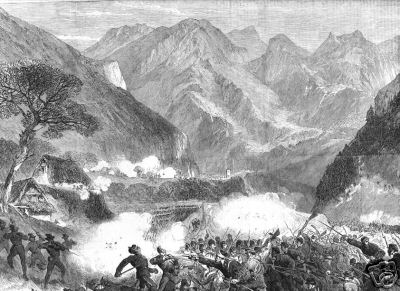
La battaglia di Bezzecca

Quando Francesco, primogenito della sorella Rosa, manifestò alla zia il desiderio di arruolarsi volontario tra le truppe garibaldine, ebbe modo di risvegliarsi nella vita della De Pace un aspetto sempre sacrificato ad altri ideali: il senso della maternità. Memore delle proprie sofferenze e dei numerosi amici perduti durante le prime due guerre d'indipendenza, si trovò divisa, ma consigliò comunque al nipote di assecondare le proprie intenzioni.
Francesco partì, ma il 24 giugno 1866 morì durante la battaglia di Bezzecca. Presa dal senso di colpa, cadde in depressione. Fu accudita dal Marciano e ritrovò motivi di gioia, oltre che nel consueto impegno politico, nell'arrivo a Napoli del fratello minore di Beniamino, Giuseppe. Era ancora un adolescente, e su di lui riversò le cure di cui aveva privato il nipote.

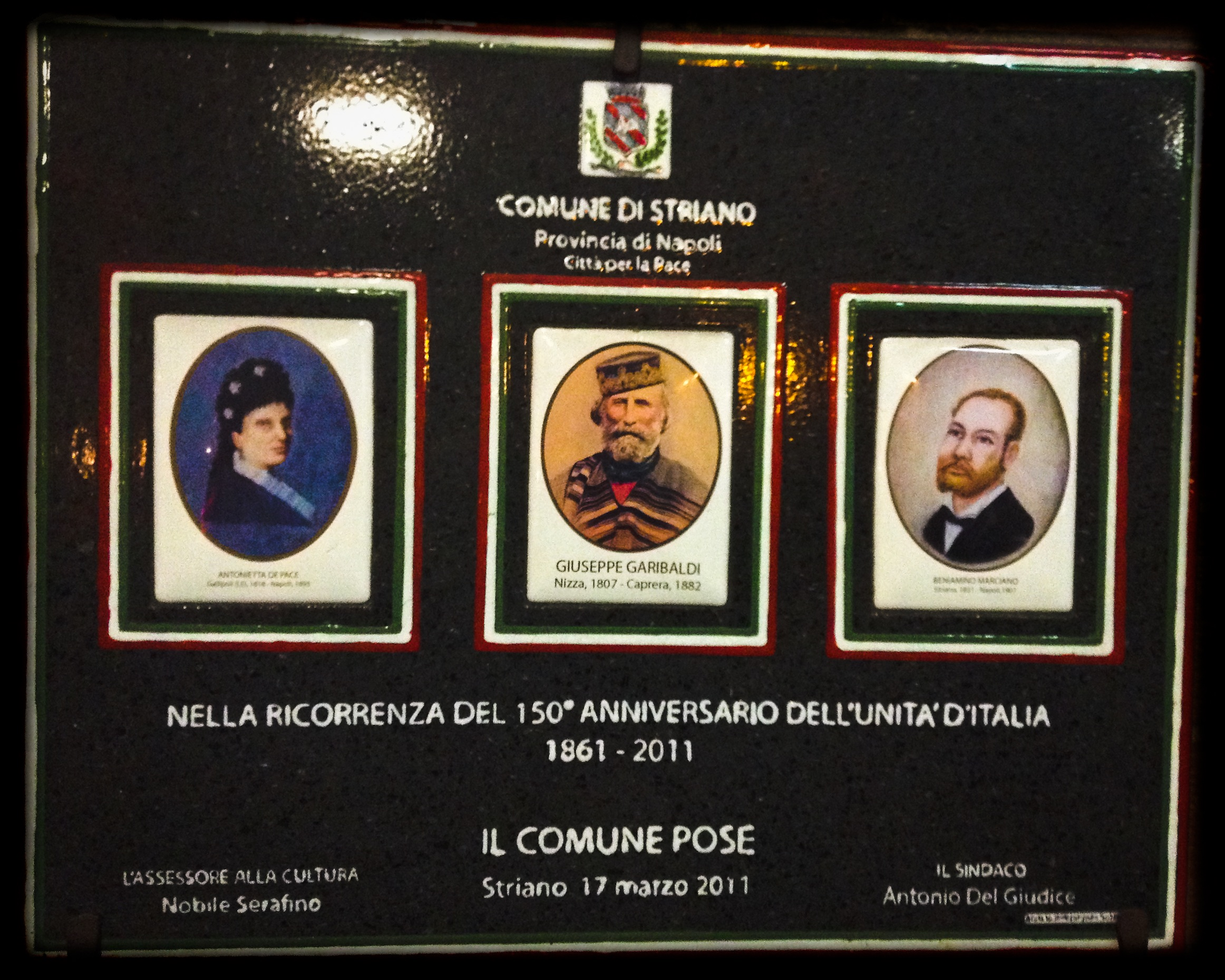
Lapide commemorativa per il 150º anniversario dell'Unità d'Italia, posta dal Comune di Striano. Sono raffigurati i patrioti Antonietta De Pace, Giuseppe Garibaldi e Beniamino Marciano

Dopo la Breccia di Porta Pia ebbe finalmente la possibilità di dedicarsi a tempo pieno alla promozione dell'istruzione femminile, venendo nominata presidente dell'ispettorato scolastico assieme alla Poerio. Nel rapporto con le giovani generazioni, resa prudente ed esperta dall'età, aveva una preoccupazione fondamentale che era solita ripetere loro, quella di non sciupare ciò che era stato conquistato: «Noi abbiamo fatta l'Italia; voi dovete conservarla, lavorando a farla prospera e grande!», diceva, rendendoli eredi delle battaglie che aveva perseguito per trent'anni.
Nel 1876 si sposò civilmente con Beniamino Marciano. Col passare degli anni risentì sempre più di affanni fisici e fu inoltre colpita da un altro lutto quando Giuseppe si tolse la vita.
Nel 1889 fu invitata a Roma in occasione del trasferimento del busto di Benedetto Cairoli in piazza del Campidoglio. Accolta solennemente dal sindaco e dalle associazioni garibaldine, ebbe modo di ritrovare per l'ultima volta il contatto con i sentimenti e le emozioni che avevano indirizzato un tempo tutte le sue azioni.
Sentendo vicina la morte, desiderò ritornare nella terra natale. Così, nell'estate 1891 salutò a Gallipoli la popolazione che la accoglieva in festa. Morì due anni più tardi, vinta da una bronchite cronica, all'alba del 4 aprile 1893.